# Gourretia crosnieri
Gourretia crosnieri is een tienpotigensoort uit de familie van de Callianassidae. De wetenschappelijke naam van de soort is voor het eerst geldig gepubliceerd in 1991 door Ngoc-Ho.